# MILF
英文全寫為。是英文口語，一般視為俗語。M為「母親」縮寫，但其意不是指母親，而是指「身為人母的人」，也意味著性感、豐滿、有吸引力而引人遐想的女性。「MILF」形容一些約35至50歲的性感女性，床上表現一流，性經驗豐富，懂得凱格爾運動（控制她們陰道的收緊技巧），而且誘人的「熟女」。該詞屬於名詞。而在中文裡沒有精準的對應辭彙，但姑且可稱為「辣媽」、「人妻」、「徐娘半老，風韻猶存」，日語亦有「熟女」這詞形容「MILF」。此術語的男性對應版本為 ，可稱為「辣爸」、「人夫」。
這詞因荷里活電影（American Pie，1999）而聞名各地，但這詞早已於多年起源自互聯網，並在英語裏廣泛使用。